# Laufafell
La Laufafell est une montagne d'Islande située dans le Sud du pays, dans la réserve naturelle de Fjallabak. Ce tuya ayant formé un dôme de lave et faisant partie du Torfajökull se situe dans une région désertique bien que parcourue par de nombreux randonneurs et traversée par la route F210 qui passe à ses pieds au sud.
Sa seule éruption connue, il y a environ 6 850 ans, a notamment produit une coulée de lave, la Laufahraun, qui s'étend au sud-ouest.